# Arceuthobium abietis-religiosae
Arceuthobium abietis-religiosae là một loài thực vật có hoa trong họ Santalaceae. Loài này được Heil mô tả khoa học đầu tiên năm 1923.